# Value—Beyond Price
Value—Beyond Price er en amerikansk stumfilm fra 1910.